# Vignec
Vignec (okzitanisch: Biec) ist eine französische Gemeinde mit 201 Einwohnern (Stand: 1. Januar 2022) im Hautes-Pyrénées in der Region Okzitanien (vor 2016 Midi-Pyrénées). Sie gehört zum Arrondissement Bagnères-de-Bigorre und zum Kanton Neste, Aure et Louron. Die Einwohner werden Vignecois genannt.

## Geographie
Die Gemeinde Vignec liegt in den Pyrenäen, etwa 30 Kilometer südsüdöstlich von Bagnères-de-Bigorre und etwa zwölf Kilometer nördlich der Grenze zu Spanien. Umgeben wird Vignec von den Nachbargemeinden Vielle-Aure und Saint-Lary-Soulan im Norden und Osten, Cadeilhan-Trachère im Süden sowie Aragnouet im Westen.

## Bevölkerungsentwicklung
| Jahr      | 1962 | 1968 | 1975 | 1982 | 1990 | 1999 | 2006 | 2013 | 2020 |
| Einwohner | 121  | 115  | 100  | 130  | 135  | 189  | 201  | 225  | 213  |

## Sehenswürdigkeiten
- Kirche Saint-Jacques aus dem 11. Jahrhundert
- Kapelle Saint-Jacques

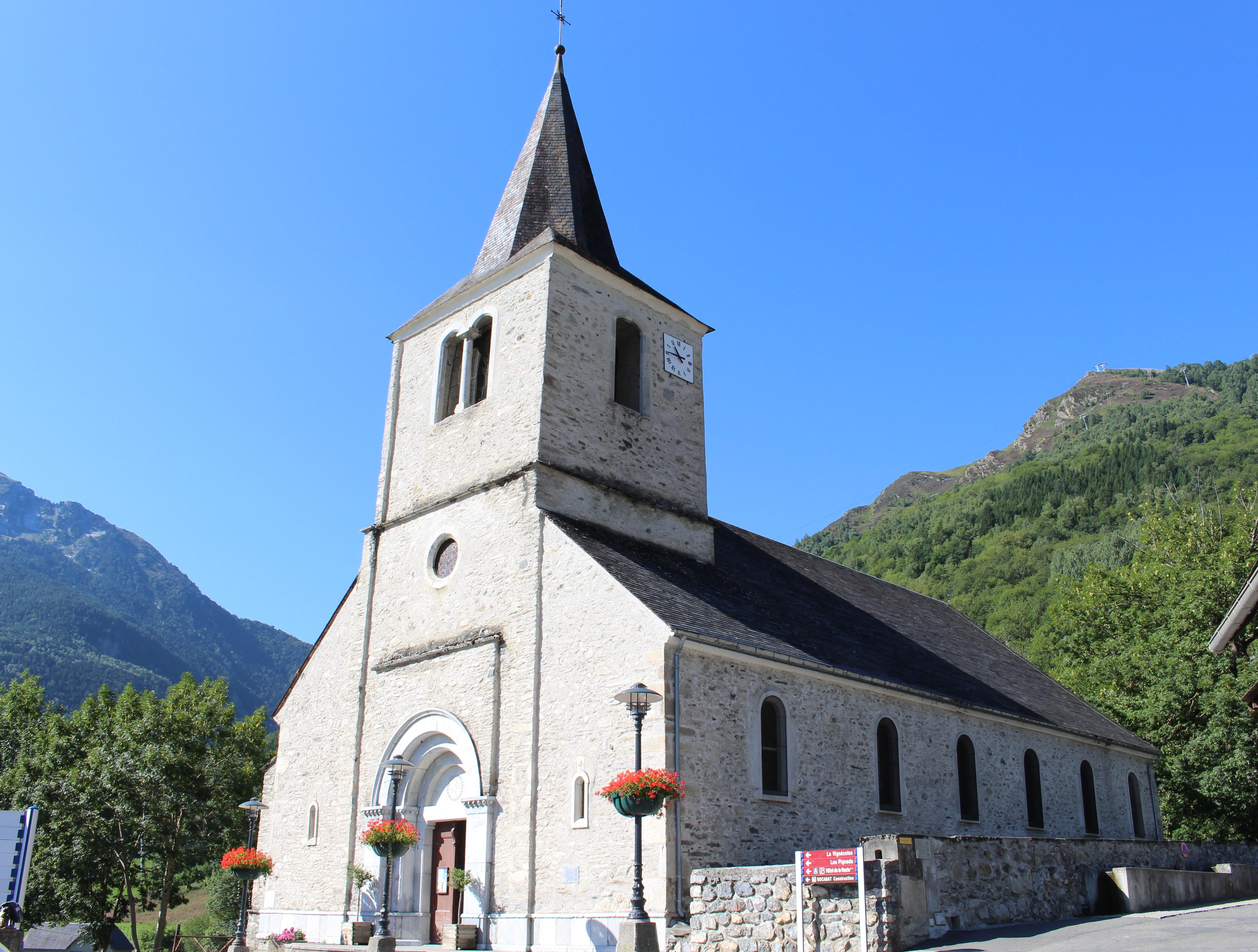
Kirche Saint-Jacques
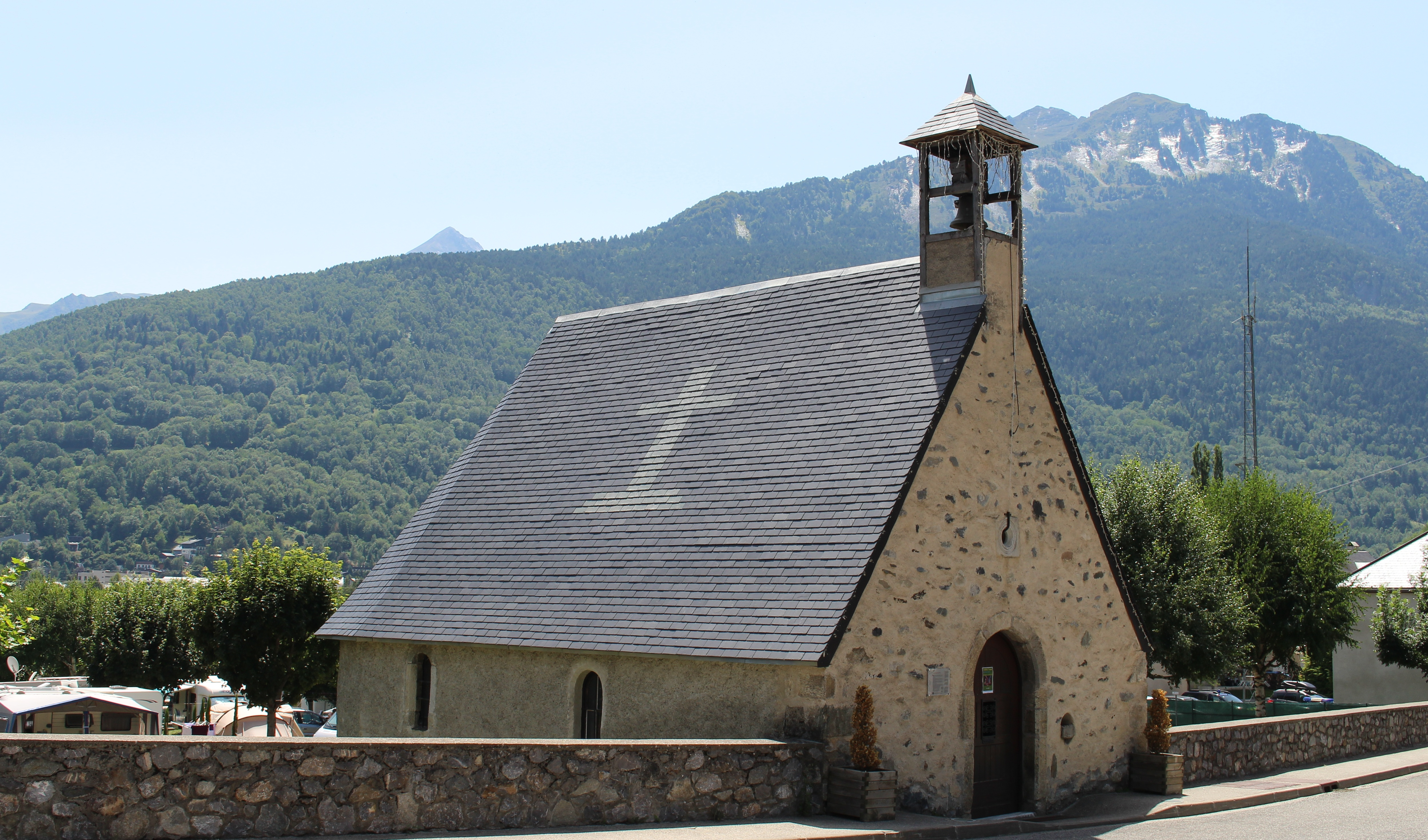
Kapelle Saint-Jacques
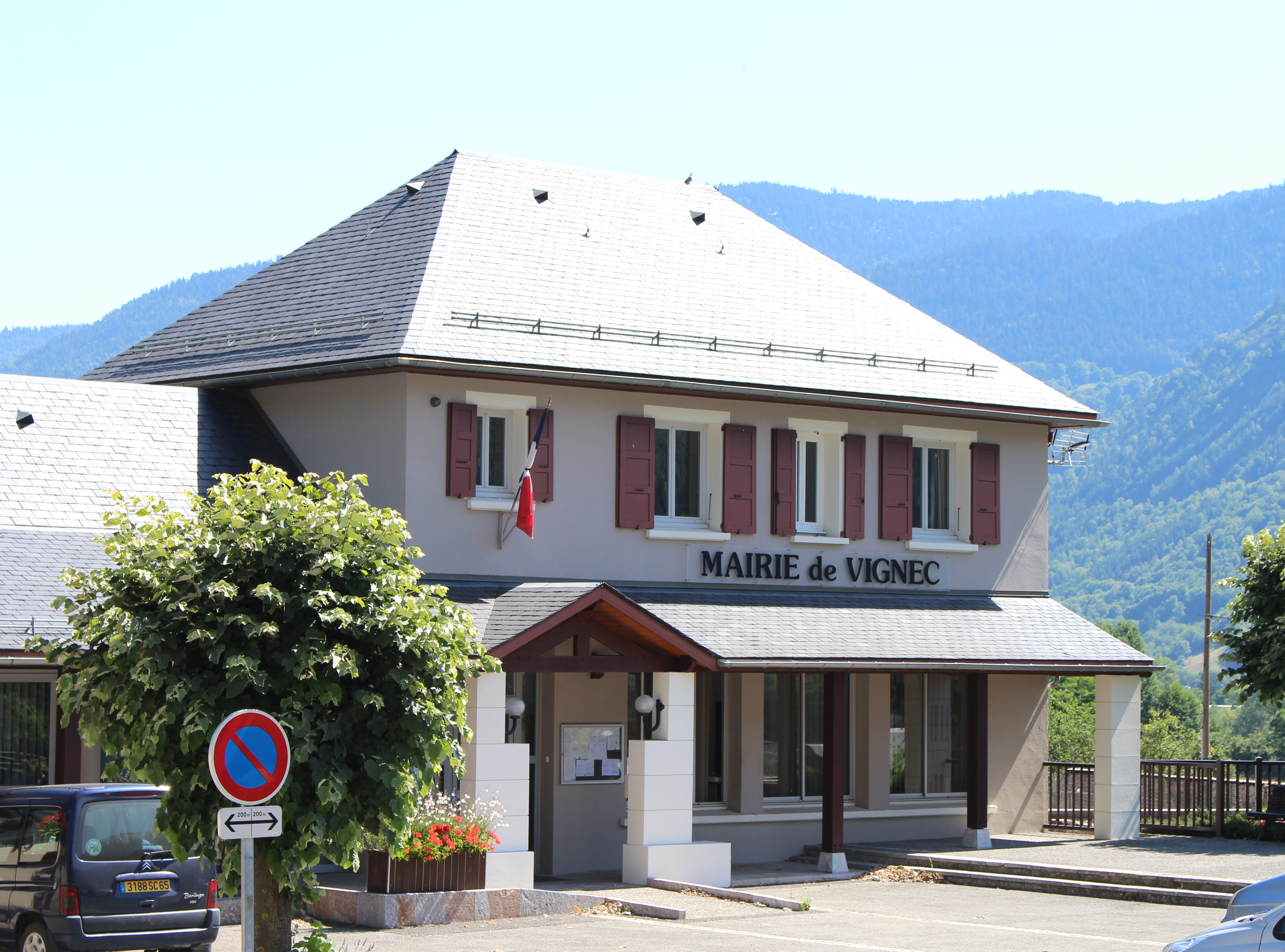
Rathaus (Mairie) von Vignec
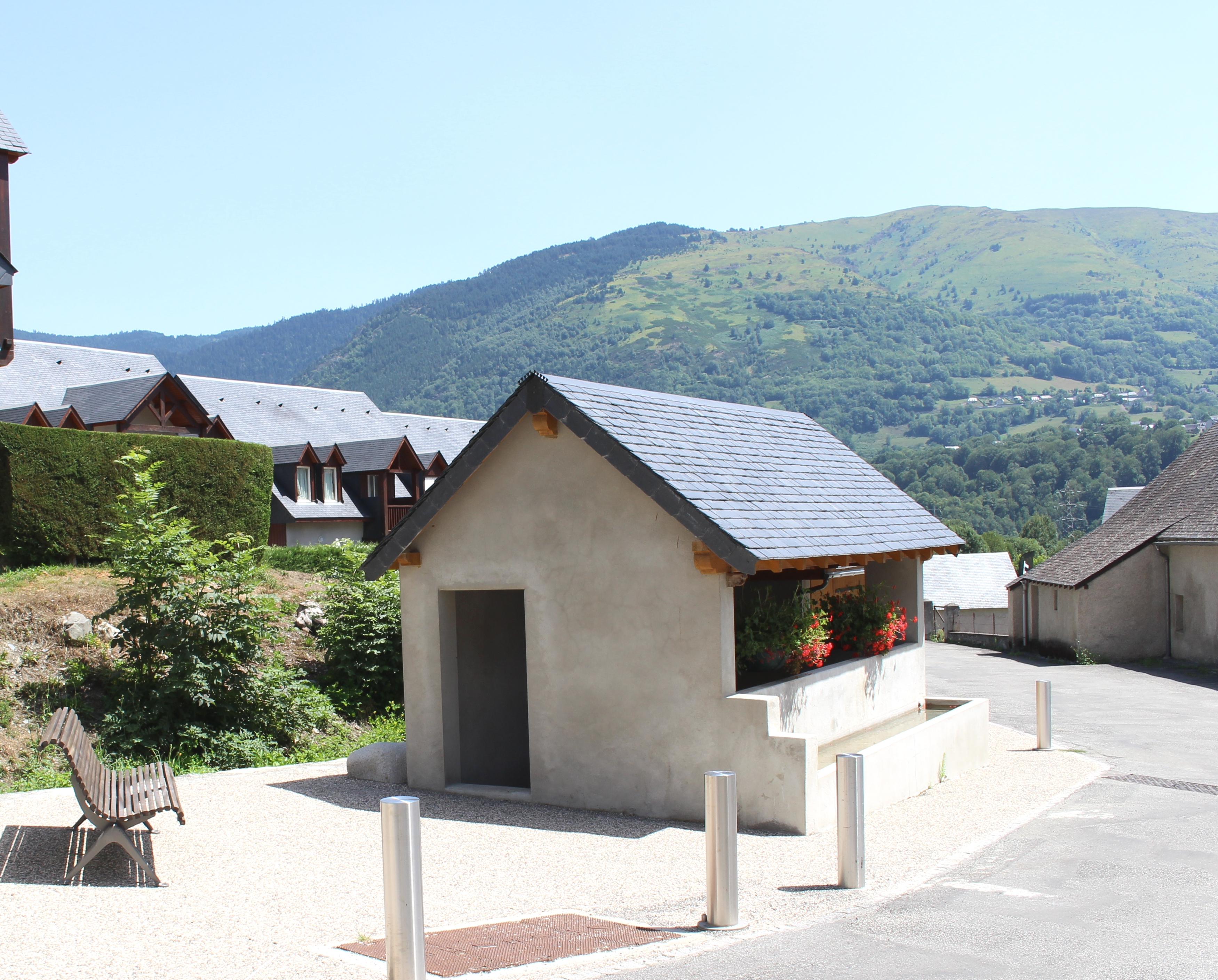
Ehemaliges Lavoir
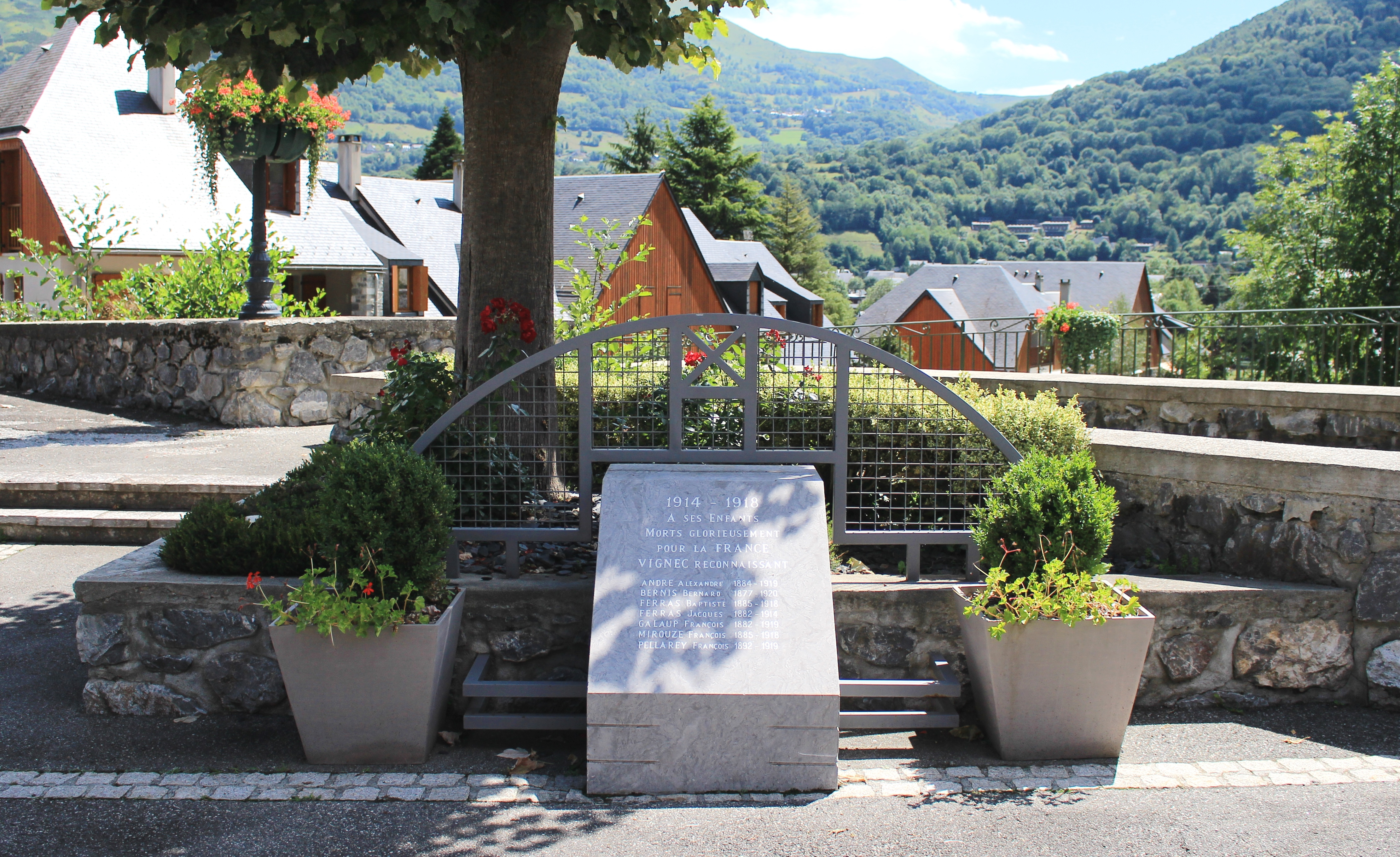
Gefallenendenkmal